# Anuga fida
Anuga fida là một loài bướm đêm trong họ Noctuidae.